# UCWeb
UCWeb Inc. (также известная как UC Mobile) — китайская компания в области мобильного Интернета, предлагающая   услуги, включая мобильный браузер, новости и поиск.
UCWeb была основана в 2004 году как производитель мобильных браузеров; за последнее десятилетие он распространился на различные области, такие как мобильный поиск, мобильные игры, чтение с мобильных устройств и т. д. UC Browser компании является самым популярным в своем роде в Китае с долей рынка более 66 %, согласно данным исследователю рынка iResearch. По данным StatCounter, это также браузер № 1 в Индии с долей рынка более 34 %. Он доступен на 11 языках (английский, хинди, русский, индонезийский, вьетнамский и др.) И на всех основных платформах мобильных ОС (iOS, Android, Windows Phone, Java ME, Blackberry и т. д.). Браузер гордится быстрой загрузкой страниц и экономичным потреблением данных, доступным благодаря технологии сжатия данных и облачной системе. По состоянию на март 2014 года UC Browser насчитывает более 500 миллионов пользователей по всему миру.

## История
В апреле 2014 года UCWeb и Alibaba Group объявили о создании совместного предприятия под названием Shenma Inc. (китайский :神 马 搜索; пиньинь : Shénmǎ Sōusuǒ), которое предлагает поисковую систему только для мобильных устройств в Китае.
В июне 2014 года UCWeb была приобретена Alibaba Groupв рамках крупнейшей сделки по слиянию с Интернетом в Китае, в результате которой UCWeb сформирует мобильную бизнес-группу Alibaba UC, ассимилируя и консолидируя часть мобильных предприятий в рамках Alibaba Group. После слияния под руководством Юй Юнфу, исполнительного директора UCWeb с 2006 года, мобильная бизнес-группа Alibaba UC будет курировать браузер, поиск, геолокационные службы, магазин приложений, мобильные игры и мобильные устройства чтения операций. 

В 2015 году в рамках утечки информации о Сноудене было обнаружено, что UCBrowser утекает конфиденциальные данные IMSI, IMEI и MSISDN, которые использовались спецслужбами для отслеживания пользователей.